# П'єр Жорже
П'єр Жорже (фр. Pierre Georget, 9 серпня 1917 — 1 серпня 1964) — французький велогонщик.
Срібний призер Олімпійських Ігор 1936 року в гіті на 1 км, бронзовий призер 1936 року на тандемах.